# Jean Baeza
Pour les articles homonymes, voir Baeza (homonymie).
Jean Baeza, né le 20 août 1942 à Alger et mort le 20 février 2011 à Cannes, est un footballeur international français qui évolue au poste de défenseur dans les années 1960 et 1970.

## Biographie
Durant sa carrière, Jean Baeza joue principalement en faveur de l'AS Cannes (de 1962 à 1966 puis de 1974 à 1977) et de l'Olympique lyonnais. Partenaire de Raymond Domenech à Lyon de 1970 à 1974, il est en défense centrale le pendant de Ljubomir Mihajlović avec qui il forme à cette époque, la charnière redoutable et redoutée du club des bords de Saône.   
Il porte aussi les maillots de l'AS Monaco (saisons 1966-1967 et 1967-1968) ainsi que celui du Red Star (saison 1968-1969). Il reste d'ailleurs dans l'histoire comme étant le dernier joueur du Red Star à être sélectionné en équipe de France pour laquelle il compte huit sélections de 1967 à 1969. 
Il est également sélectionné en équipe de France espoirs.
Après sa carrière, Jean Baeza s'installe à Cannes où il crée la société « Hygienarôme Services » spécialisée dans la mise au point et la commercialisation de produits ménagers ainsi que dans l'entretien des locaux et autres copropriétés. Sa société est aujourd'hui dirigée par sa fille et son fils, Sacha Baeza.

## Carrière
- jusqu'en 1962 : RU Alger ( France)
- 1962-1966 : AS Cannes ( France)
- 1966-1968 : AS Monaco ( France)
- 1968-1969 : Red Star ( France)
- 1969-1974 : Olympique lyonnais ( France)
- 1974-1977 : AS Cannes ( France)[3]

## Palmarès
- 8 sélections en équipe de France entre 1967 et 1968
- Finaliste de la Coupe de France en 1971 avec l'Olympique lyonnais.
- Vainqueur du Trophée des champions en 1973 avec l'Olympique lyonnais

## Statistiques
- 4 matchs et 0 but en Coupe des Vainqueurs de Coupes
- 271 matchs et 13 buts en Division 1
- 153 matchs et 5 buts en Division 2